# Лісовий масив вздовж лівого берега річки Дніпро
Лісови́й маси́в вздовж лі́вого бе́рега р. Дніпро́ — ландшафтний заказник місцевого значення в Україні. Розташований на території Вільнянського району Запорізької області, на захід і північний захід від села Орлівське. 
Площа 250 га. Статус присвоєно згідно з рішенням Запорізького облвиконкому від 25.09.1984 року № 315. Перебуває у віданні ДП «Запорізького лісомисливського господарства» (Михайлівське лісництво, квартали 1—4).